# Posta assicurata
La posta assicurata è un servizio offerto dalle Poste per trasportare un documento postale (lettera, pacco o altro) con un'assicurazione pagata dal mittente.
In Italia il servizio, al tempo delle lire, quindi prima del 2002, era disponibile agli uffici postali centrali, per assicurare fino a 4 milioni il contenuto del documento. Gli scaglioni, ovvero le assicurazioni possibili erano da: 50.000, 100.000, 500.000, 1 milione, 2 milioni e 4 milioni. 
Ancora oggi per ogni scaglione esiste la relativa tariffa, ora in euro, da 50 euro a 3 000 euro. Esiste anche una speciale assicurazione contro i rischi di forza maggiore.
L'assicurazione dei documenti postali esiste fin dalla fine dell'800, ma già in precedenza alcuni postiglioni offrivano lo speciale servizio. Le buste assicurate sono solitamente affrancate con alti valori e sono quasi sempre di un certo interesse filatelico.